# Die Frau, die singt
Die Frau, die singt (Originaltitel: Incendies; Alternativtitel: Die Frau die singt – Incendies) ist ein kanadischer Film aus dem Jahr 2010, der auf dem Drama Verbrennungen von Wajdi Mouawad basiert. Teile der Geschichte beruhen auf der Lebensgeschichte von Souha Bechara.

## Handlung
Die Sekretärin Nawal arbeitete in Kanada für den Notar Jean Lebel, welcher sie und ihre Kinder nach dem Tod seiner Frau als Teil seiner Familie ansieht und behandelt. Nach ihrem Tod liest Lebel ihren erwachsenen Kindern, den Zwillingen Jeanne und Simon, ihren letzten Willen vor. Darin schreibt sie, sie wolle nackt mit dem Gesicht nach unten in einem anonymen Grab beigesetzt werden. Außerdem überreicht er ihnen zwei Briefe. Jeanne erhält einen Brief für den gemeinsamen Vater, den die Zwillinge nie kennengelernt haben, Simon erhält einen Brief für einen ihnen bis dato unbekannten weiteren Sohn ihrer Mutter. Erst wenn diese Briefe übergeben wurden, soll Nawal ein Grabstein mit ihrem Namen gesetzt werden dürfen.
Während Simon zögert, den letzten Willen seiner Mutter ernst zu nehmen, reist Jeanne in das fiktionale Geburtsland ihrer Mutter (insgesamt dem heutigen Libanon entsprechend), wo Nawal aufwuchs.
In einer Rückblende wird gezeigt, wie die junge, schwangere Nawal ansehen muss, wie ihr Geliebter und Vater ihres Kindes von ihren Brüdern erschossen wird, da er als muslimischer Geflüchteter die Ehre der Familie bedroht. Sofort nach der Geburt wird der Sohn ihr weggenommen; sie selbst wird wenig später verstoßen und zu einem Onkel in den nördlichen Teil des Landes in die Stadt geschickt, wo sie ein Studium beginnt. Die Spannungen innerhalb des Landes zwischen Fundamentalisten und Liberalen spitzen sich zu und es kommt zum Bürgerkrieg, von dem insbesondere der Süden – die Heimat ihrer Familie – betroffen ist. Nawal flieht aus der Stadt und reist zu dem Waisenhaus, in das ihr Sohn gegeben wurde und findet nur eine Ruine vor. Anschließend überlebt sie ein militant-christliches anti-muslimisches Massaker eines voll besetzten Busses und schließt sich anschließend einer islamistischen Organisation an, um hierfür Rache zu nehmen. Sie erschießt schließlich einen wichtigen Funktionär, wofür sie für 15 Jahre in ein Gefängnis muss.
Jeanne findet heraus, dass Nawal hierfür in ihrem Heimatdorf noch immer berüchtigt und verhasst ist. Sie erfährt von einem ehemaligen Gefängniswärter, dass Nawal während der Inhaftierung von einem Folterknecht namens Abou Tarek vergewaltigt wurde und von ihm schwanger wurde. Dennoch gelang es im Gefängnis nicht, Nawal zu brechen, sie ist dort nur als „die Frau, die singt“ bekannt. Jeanne ist mit der Flut an neuen Informationen über das Leben ihrer Mutter überfordert und fleht Simon an, zu ihr zu kommen.
Simon und Lebel reisen Jeanne nach. Die Zwillinge finden und treffen die ehemalige Gefängnishebamme und zu ihrem Schock stellt sich heraus, dass nicht ihr unbekannter Bruder, sondern sie in dem Gefängnis gezeugt und geboren wurden. Die Hebamme rettete die Geschwister und führte sie später nach deren Entlassung wieder mit der Mutter zusammen. Nawal war anschließend in Freiheit durch die Verbindungen des Milizenführers, für den sie vor ihrer Inhaftierung kämpfte, ein neues Leben in Kanada ermöglicht worden. Diesen ehemaligen Anführer trifft nun Simon und erfährt von ihm über das Schicksal des Halbbruders. Er wurde mit den anderen Kindern von der besagten Miliz aus dem Waisenhaus mitgenommen und zum Kindersoldaten ausgebildet. Er wurde im Krieg zu einem berüchtigten Kämpfer und Sadisten und ging später als Folterknecht in das Gefängnis, in dem auch Nawal einsaß. Es stellt sich heraus, dass der verschollene Halbbruder und der verschollene Vater ein und dieselbe Person sind, nämlich Abou Tarek.
Diese Information war auch Nawal bis kurz vor ihrem Tod nicht bewusst, doch als sie in einem Schwimmbad in Kanada ihren Sohn anhand einer Tätowierung auf seiner Ferse erkennt und in seinem Gesicht ihren Peiniger erblickt, fällt sie in einen schweren Schockzustand und erleidet einen Schlaganfall. Abou Tarek war nach Kriegsende durch dieselben Verbindungen des Milizenführers  ebenfalls die Flucht nach Kanada ermöglicht worden. Auf ihrem Totenbett diktiert Nawal die beiden Briefe und ihren letzten Willen, welche Lebel schriftlich festhält.
Die Zwillinge finden den Mann, der zugleich ihr Halbbruder und ihr Vater ist, und überreichen ihm beide Briefe. Während der Brief an den Vater in einem hasserfüllten und anklagenden Tonfall verfasst wurde, ist der Brief an den Sohn trotz alledem in einem versöhnlichen und liebevollen Tonfall geschrieben. Der Film endet mit Abou Tarek, der alleine an Nawals Grabstein steht.

## Kritik
Der Film erhielt positive bis überragende Kritiken. So zählte die Internetseite Rotten Tomatoes von 117 gewerteten professionellen Kritiken 108 positive, was einem Wert von 92 % entspricht. Auch vom breiten Publikum wurde der Film mit sehr positiven Reaktionen aufgenommen, denn gleichzeitig werteten 92 % von 14.349 Usern den Film positiv. Dies wiederum wird vom Onlinefilmarchiv IMDb, einer weiteren Plattform, auf der normale User ihre Filmkritiken abgeben können, mehr als bestätigt, denn dort ist Incendies derzeit der 110. bestbewertete Film aller Zeiten (Stand: 2. März 2021).

„Eine auf zwei Zeitebenen angesiedelte ‚Suchbewegung‘, deren Zugriff auf die reale Historie zur Tragödie um Schuld und schicksalhafte Verstrickungen wird. Der politisch konkrete Stoff wandelt sich dadurch zum universalen Menschheitsdrama, das mit großer emotionaler Wucht die verheerende Destruktivität bewaffneter Konflikte beklagt.“

„Die Frau die singt – Incendies ist ein unvergessliches Filmerlebnis, denn mit nüchternem Blick treibt Denis Villeneuve seine Figuren in die Abgründe eines Bürgerkriegs, dessen Schrecken keine Grenzen kennen und Generationen überdauern. Die kraftvolle und tiefgründige Geschichte über Traumata ist für so manche Zuschauer*innen aber wohl nur schwer zu verdauen.“

## Veröffentlichung
Nachdem der Film bereits am 4. September 2010 im US-amerikanischen Telluride beim Telluride Film Festival seine Weltpremiere feierte, war sein offizieller kanadischer Kinostart am 20. Januar 2011. In den USA ist der Film am 22. April 2011 und in Deutschland am 23. Juni 2011 im Arsenal Filmverleih gestartet.

## Auszeichnungen
Der Film erhielt eine Nominierung für die Oscars 2011 als Bester fremdsprachiger Film. In diesem Wettbewerb ernannte der Filmkritiker Roger Ebert das Werk zu seinem persönlichen Favoriten. Zudem gewann der Film den Don-Quijote-Preis auf dem nordnorwegischen Tromsø Internasjonale Filmfestival 2011.

## Musik
Die Filmmusik stammt von Grégoire Hetzel. In der Komposition Incendies vertont er Worte von Friedrich Nietzsche aus Also sprach Zarathustra (Von alten und neuen Tafeln) – und bezieht sich damit eindeutig auf den vierten Satz aus Gustav Mahlers dritter Sinfonie. In der Einspielung interpretiert die Sopranistin Ciara Hendrick das Stück, begleitet vom London Symphony Orchestra unter Leitung von Ben Foster.

„(O Mensch), O Brüder, wer ein Erstling ist, der wird immer geopfert. Nun aber sind wir Erstlinge.

Wir bluten alle an geheimen Opfertischen, wir brennen […] alle zu Ehren alter Götzenbilder.

O Mensch, O Brüder, nicht zurück soll euer Adel schauen, sondern hinaus! Vertriebene sollt ihr sein aus allen Vater- und Urväterländern!“

Weitere verwendete Musik sind You and whose army und Like Spinning Plates von Radiohead und Nami Nami von Marcel Khalifé.